# 何処へ (アルバム)
『何処へ』（いずこへ）は、村下孝蔵が1981年にリリースした2枚目のオリジナル・アルバムである。

## 解説
- セカンドシングルの「春雨」を収録。
- 1991年にCD選書として、再リリースされている。

## 収録曲
- 全曲、作詞・作曲：村下孝蔵
- 編曲：水谷公生

### SIDE 1
1. 午前零時
2. 小さな屋根の下
3. まだ見ぬ人へ
4. 遠ざかる日
5. 浜辺にて

### SIDE 2
1. 春雨
2. 19の秋
3. 何故か
4. 未成年
5. 歌人
「春雨」のB面曲。